# Фердинанд Ґотліб фон Ґмелін
Фердинанд Ґотліб фон Ґмелін (10 березня 1782, Тюбінґен – 21 грудня 1848, Тюбінґен) — німецький лікар. Він був племінником ботаніка Самуеля Ґотліба Ґмеліна (1744–1784).
У 1802 році він отримав ступінь доктора медицини в Тюбінгенському університеті, а після закінчення навчання здійснив навчальну поїздку Німеччиною, Італією та Францією. У 1805 році він став доцентом, а з 1810 року — повним професором природничих наук і медицини в Тюбінґені. У 1823 році він був нагороджений Лицарським хрестом ордена Вюртемберзької корони.

## Вибрані твори
- Allgemeine Pathologie des menschlichen Körpers, 1813 – Загальна патологія людського організму.
- Allgemeine Therapie der Krankheiten des Menschen, 1830 – Загальна терапія захворювань людини.
- Die ostindische Cholera (переклад Джона Мейсона Гуда ; 1831) – східно-індійська холера[6].
- Critik der Principien der Homöopathie, 1835 – Критика принципів гомеопатії (вважається його найкращою роботою)[5].